# Jacob van de Kerkhof
Jacob van de Kerkhof (* 12. Oktober 1995 in Millingen am Rhein) ist ein niederländischer Ruderer. Er gewann bis 2024 eine Silbermedaille bei Olympischen Spielen, zwei Silbermedaillen bei Weltmeisterschaften und je eine Silber- und Bronzemedaille bei Europameisterschaften.

## Sportliche Karriere
Der 1,97 Meter große Jacob van de Kerkhof studierte Jura am University College Roosevelt, an der Universität Utrecht und an der Universiteit van Amsterdam. 2024 war er zum Promotionsstudium in Utrecht. Mit dem Rudersport begann er erst 2016. Er rudert für den USR Triton in Utrecht.
Bereits 2017 belegte er mit dem Vierer ohne Steuermann den vierten Platz bei den U23-Weltmeisterschaften 2017. In den nächsten Jahren trat er regelmäßig im Weltcup an, aber erst 2022 gelang ihm der Durchbruch in die internationale Spitze. Bei den Europameisterschaften 2022 in München belegte er mit dem niederländischen Achter den zweiten Platz mit viereinhalb Sekunden Rückstand auf die Briten. Bei den Weltmeisterschaften in Račice u Štětí siegten ebenfalls die Briten, diesmal mit einer Sekunde Vorsprung vor den Niederländern.
2023 bei den Europameisterschaften in Bled belegte der Achter den dritten Platz hinter den Briten und den Rumänen. Für die Weltmeisterschaften in Belgrad wurde die Achter-Besatzung umgebildet, nur vier Ruderer und die Steuerfrau blieben im Boot. Jacob van de Kerkhof gehörte vor und nach der Umbesetzung zur Crew. In Belgrad erreichte der niederländische Achter das Ziel mit einer Sekunde Rückstand auf die Briten und mit einer Sekunde Vorsprung auf die drittplatzierten Australier. Bei den Olympischen Spielen 2024 in Paris wurde der niederländische Achter Zweiter mit einer Sekunde Rückstand auf die Briten, der drittplatzierte Achter aus den Vereinigten Staaten hatte 1,36 Sekunden Rückstand auf die Niederländer.